# Субпрефектура Каза-Верді
ССубпрефектура Каза-Верді (порт. Subprefeitura da Casa Verde) — одна з 31 субпрефектури міста Сан-Паулу, розташована на півночі міста. Складається з 3 округів:
- Каза-Верді (Casa Verde)
- Кашоерінья (Cachoeirinha)
- Ліман (Limão)

| Бразилія | Це незавершена стаття з географії Бразилії. Ви можете допомогти проєкту, виправивши або дописавши її. |